# Amorpha roemeriana
Amorpha roemeriana là một loài thực vật có hoa trong họ Đậu. Loài này được Scheele miêu tả khoa học đầu tiên.